# OKB Zwiezda
OKB Zwiezda (ОКБ «Звезда») – radzieckie, a następnie rosyjskie biuro konstrukcyjne, zajmujące się przede wszystkim rakietami lotniczymi, mieszczące się w Korolowie (dawniej Kaliningrad pod Moskwą).

## Historia
OKB Zwiezda powstało jako biuro konstrukcyjne przy zakładzie nr 455 w Kaliningradzie pod Moskwą, produkującym pociski powietrze-powietrze K-5 i K-8. Zakład nr 445 został wyodrębniony w 1942 roku na bazie zlokalizowanej tam filii zakładu nr 145 z Kujbyszewa. Początkowo zakład produkował podzespoły i wyposażenie do samolotów, a od 1955 roku, jako pierwszy w ZSRR, pociski kierowane klasy powietrze-powietrze. W maju 1957 roku w zakładzie zorganizowano własne specjalne biuro konstrukcyjne (SKB), zajmujące się początkowo wsparciem technologicznym produkcji i ulepszaniem produktów. Pierwszą własną pracą było opracowanie wersji pocisku K-55 na bazie K-5. W 1966 roku zakład otrzymał jawną nazwę Kaliningradzki Zakład Maszynowy (Калининградский машиностроительный завод, Kaliningradskij maszynostritielnyj zawod), w skrócie KMZ. Później zakład otrzymał jeszcze nazwę KMZ „Strieła” (pol. strzała).
12 marca 1966 roku zarządzeniem ministra przemysłu lotniczego zorganizowano przy zakładzie KMZ doświadczalne biuro konstrukcyjne (OKB), które miało się zająć rozwojem pocisków powietrze-ziemia. Jego głównym konstruktorem został Jurij Korolow. Pierwszymi opracowaniami była rodzina pocisków ziemia-powietrze: Ch-66, Ch-23, Ch-25, Ch-27. W 1976 roku biuro to otrzymało jawną nazwę OKB „Zwiezda” (pol. gwiazda). 